# 東新町 (名古屋市)
東新町（ひがししんちょう、とうしんちょう）は、愛知県名古屋市東区・中区の地名。当地域の人口は0人（2019年2月1日現在、住民基本台帳調査による。名古屋市調べ）。住居表示未実施。名古屋市の代表的な歓楽街の一つ。

## 地理
名古屋市東区南西端部に位置する。東は東桜二丁目、西は西新町、南は中区、北は東桜一丁目に接する。現存する町域には中部電力本店ビルが所在するのみになっているが、広小路通（愛知県道60号名古屋長久手線）と名古屋市道堀田高岳線（空港線）の交差点付近が「とうしんちょう」の名で通る歓楽街となっている。
錦通と空港線が交差する東新町北交差点の真下を地下鉄東山線が通過しているが、この辺りに東山線の駅は設置されておらず、最寄駅は北にやや離れた地下鉄桜通線の高岳駅となる。

## 歴史

### 地名の由来
万治3年に名古屋城下町において発生した大火（万治の大火）に被災した蒲焼町（現在の錦三丁目）付近の武家屋敷の移転先として新たに準備された町で、その東側であったことによる。「とうしんちょう」とする通称は明治に入ってから行われるようになったものであるという。

### 「ひがししんちょう」と「とうしんちょう」
当町は名古屋市が定めた正式な読み方である「ひがししんちょう」と通称である「とうしんちょう」が併用されており、むしろ、通称で呼ばれることの方が多いとされる。1973年（昭和48年）9月13日付朝日新聞は、読み方を定めた行政側（東区役所・名古屋市交通局）ですら市民の便のために「とうしんちょう」を併用していると紹介している。一方、中区側は「ひがししんまち」の読みを採用していたようである。

### 沿革
- 万治3年以降 - 大火の被災住宅の移転先として東新町が成立したとみられる[3]。
- 明治4年 - 一部が南新町として独立した[3]。
- 1878年（明治11年） - 名古屋区成立に伴い、同区東新町となる[3]。
- 1889年（明治22年） - 名古屋市成立に伴い、同市東新町となる[3]。
- 1906年（明治39年） - 西新町より淑徳高等女学校が当地に移転する[3]。
- 1908年（明治41年）4月1日 - 東区成立に伴い、同区東新町となる[3]。
- 1914年（大正3年） - 当時の町域中心を貫く道路（現名古屋市道堀田高岳線）が14メートルに拡幅され[4]、名古屋電気鉄道（のち名古屋市交通局）の高岳線が開通する[3]。
- 1944年（昭和19年）2月11日 - 栄区成立に伴い、同区東新町となる[3]。
- 1945年（昭和20年）11月3日 - 栄区廃止に伴い、中区東新町となる[3]。
- 1946年（昭和21年）4月15日 - 中区東新町の一部が、東区東新町となる[6]。
- 1962年（昭和37年） - 東区東新町に中部電力本店ビルが竣工する[3]（ただし、『なごやの町名』は翌年竣工とする[2]）。
- 1976年（昭和51年）1月18日 - 東区東新町の一部が、住居表示実施に伴い東区東桜一・二丁目にそれぞれ編入[6]。中区東新町は中区東桜二丁目に編入され、消滅[7]（ただし、『角川地名辞典』は中区新栄町となったとする[3]）。また、西新町の一部を編入する[8]。

## その他

### 日本郵便
- 郵便番号 : 461-0006（東区東新町）[WEB 3]（集配局：名古屋東郵便局[WEB 5]）。

#### WEB
1. ↑  “愛知県名古屋市東区の町丁・字一覧”.   人口統計ラボ. 2019年3月21日閲覧。
2. 1 2  “町・丁目(大字)別、年齢(10歳階級)別公簿人口(全市・区別)”.   名古屋市 (2019年2月20日). 2019年3月10日閲覧。
3. 1 2  “郵便番号”.  日本郵便. 2019年3月17日閲覧。
4. ↑  “市外局番の一覧”.   総務省. 2019年1月6日閲覧。
5. ↑  郵便番号簿 平成29年度版 - 日本郵便. 2019年03月10日閲覧 (PDF)

#### 書籍
1. 1 2 3  「角川日本地名大辞典」編纂委員会 1989, p. 1515.
2. 1 2  名古屋市計画局 1992, p. 155.
3. 1 2 3 4 5 6 7 8 9 10 11 12  「角川日本地名大辞典」編纂委員会 1989, p. 1113.
4. 1 2  有限会社平凡社地方資料センター 1981, p. 106.
5. 1 2 3  朝日新聞 1973.
6. 1 2  名古屋市計画局 1992, p. 736.
7. ↑  名古屋市計画局 1992, p. 785.
8. ↑  名古屋市計画局 1992, p. 1113.